# Phare du Cap-Pine
Le phare du Cap-Pine (anglais : Cape Pine Lighthouse) est une station d'aide à la navigation située sur le cap Pine (en), le point le plus au sud de Terre-Neuve, entre la baie des Trépassés et la baie Sainte Mary. Il s'agit d'une tour de fonte de 15,3 m surmontée d'une lanterne polygonale. Il a été construit en 1851 par le gouvernement impériale selon les plans d'Alexander Gordon. Il a été désigné lieu historique national en 1974 par la commission des lieux et des monuments historiques du Canada.